# Dorfkirche Rottdorf

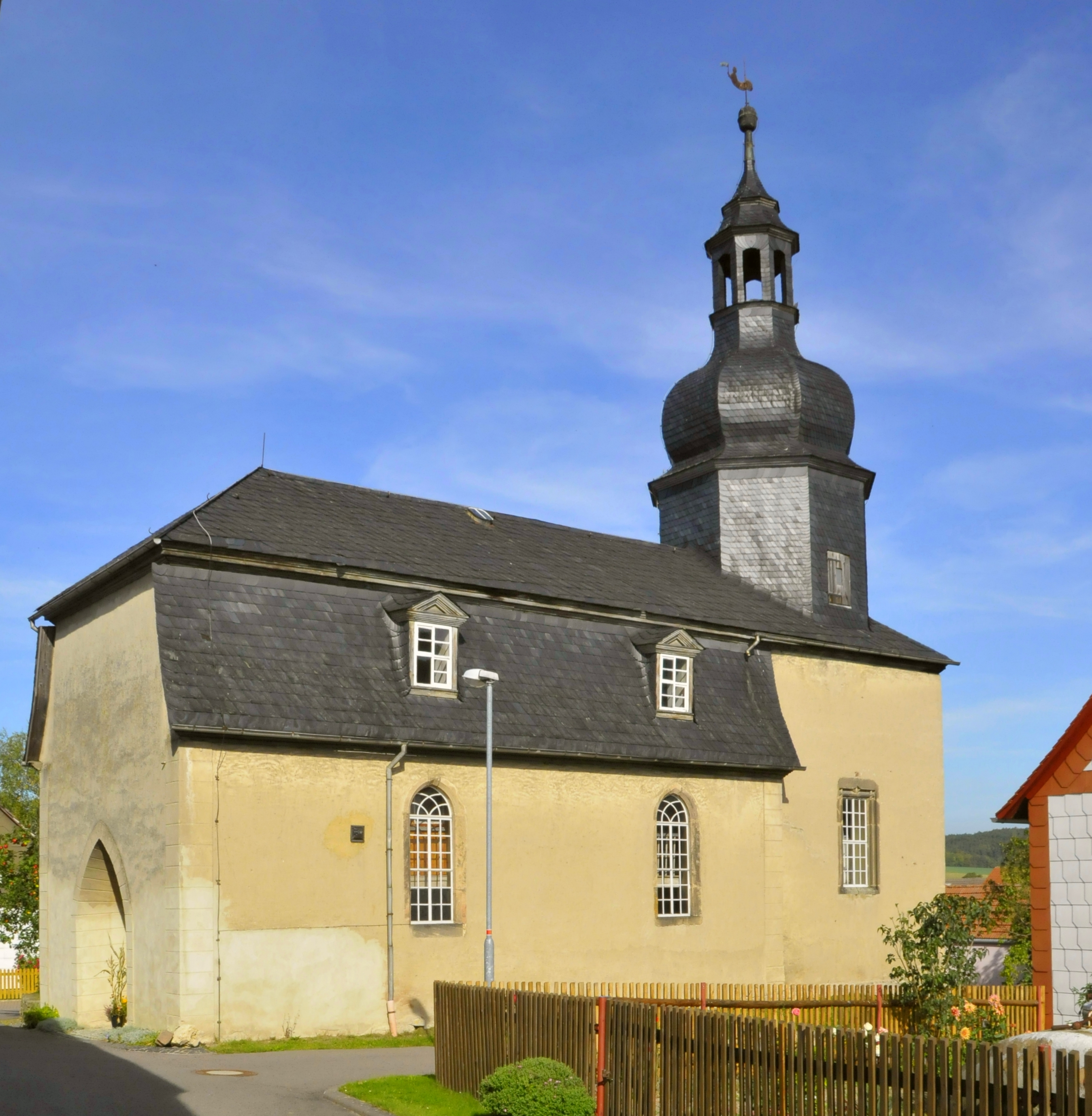
Ansicht von Süden, untere Emporen durch die Fenster zu sehen, Spitzbögen gotisch oder neugotisch?

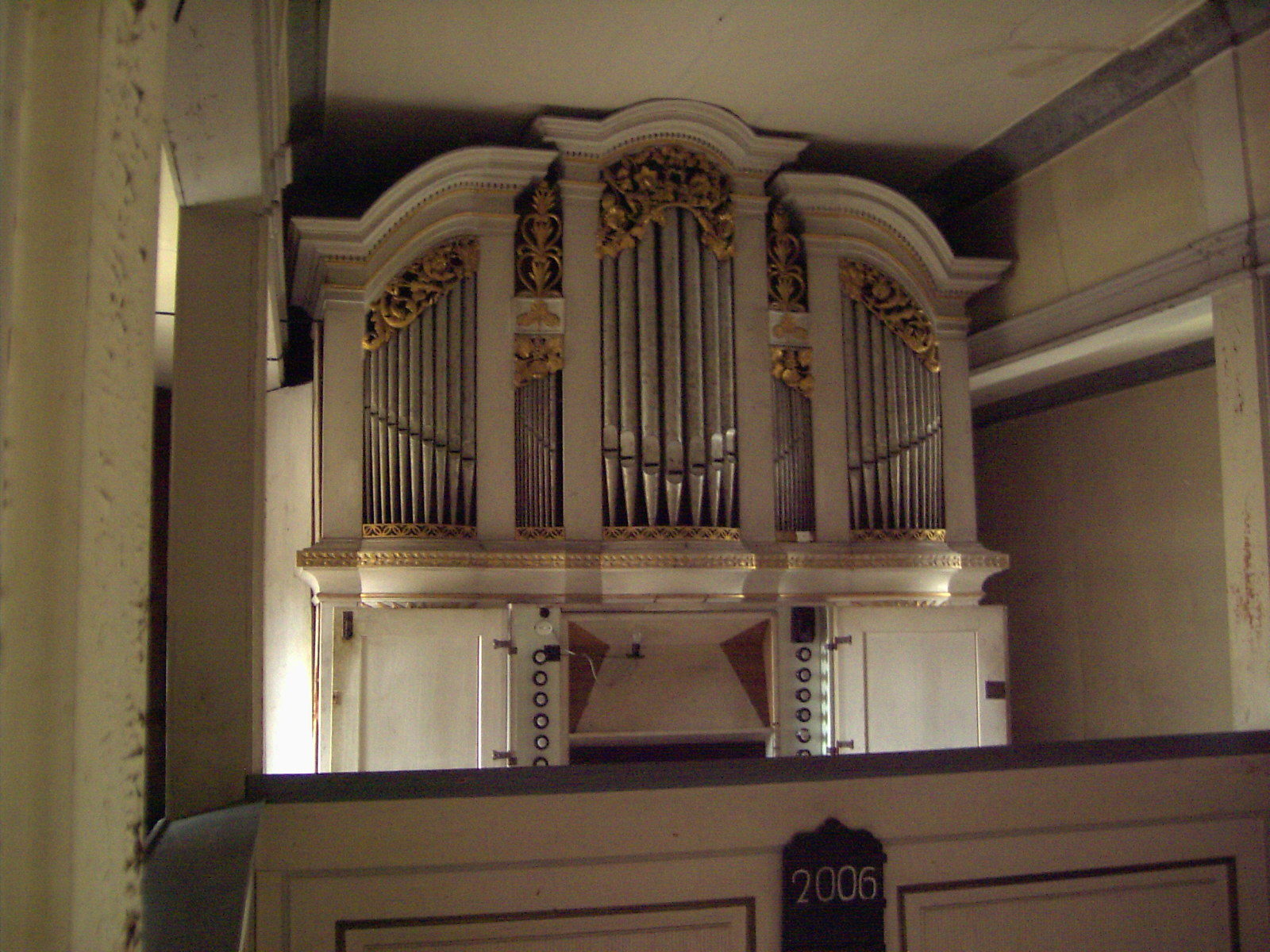
Orgel auf der oberen Empore, Stützen bis zur Decke

Die evangelische Dorfkirche Rottdorf im Ortsteil Rottdorf der Stadt Blankenhain im Landkreis Weimarer Land in Thüringen liegt zentral im Ort. Sie gehört zur Kirchengemeinde Rottdorf im Pfarrbereich Blankenhain des Kirchenbezirks Weimar der Evangelischen Kirche in Mitteldeutschland.

## Geschichte und Architektur
Im Jahr 1696 fiel die Kirche einem Brand zum Opfer, woraufhin 1709 der große Umbau begann. Dabei wurden Bauteile einer Chorturmkirche des ausgehenden 15. Jahrhunderts verwendet, die ihrerseits unter Verwendung eines romanischen Vorgängerbauwerks erbaut worden war.
1819–1821 erbaute man die neue Kirche, den Turm mit Schweifhaube, das Schiff als Emporenhalle mit korbbogigem Tonnengewölbe, doppelten Emporen, Kanzelaltar und einer Orgel der Firma Schulze für 573 Thaler. 1902 erfolgte der Einbau neugotischer Fenster und einer neuen Eingangstür. Rätselhaft ist die Darstellung einer Nixe auf der Wetterfahne.
Der Kanzelabbau bedingte die Freilegung der Ostwand. Hier malte 1920 der Weimarer Maler Oskar Zaborsky die Himmelfahrt Christi, bei der Christus mit blauen Augen und blonden Haaren dargestellt ist.
Umfassende Renovierungsmaßnahmen sind geplant, besonders am Dach.

## Ausstattung
Ein schlichter Emporenkanzelaltar stammt aus der Bauzeit.
Ein Retabel vom Beginn des 16. Jahrhunderts ist mit farbig gefassten Schnitzfiguren und bemalten Flügeln sowie einer Predella versehen. Im Mittelschrein ist eine Strahlenkranzmadonna flankiert von jeweils zwei übereinanderstehenden Heiligen dargestellt. Auf den Flügeln ist links die Heimsuchung, rechts die Himmelfahrt und außen die Verkündigung dargestellt. Auf der Predella ist eine Abendmahlsszene zu finden.

## Orgel
Die Orgel ist ein Werk von Johann Friedrich Schulze aus dem Jahr 1821 mit 10 Registern auf einem Manual und Pedal. Reparaturen und Restaurierungen erfolgten in den Jahren 1937 durch Gerhard Kirchner, 1973 durch Günter Bahr, 1987 durch die Firma Eule Orgelbau und 2006 durch Anne Widiger. Die Disposition lautet:
| Manual C–d3    |     |
| Bordun         | 16′ |
| Principal      | 8′  |
| Viola da Gamba | 8′  |
| Hohlflöte      | 8′  |
| Flauto Dolcis  | 4′  |
| Octave         | 2′  |
| Mixtur V       |     |

| Pedal C–f1    |     |
| Subbass       | 16′ |
| Principalbass | 8′  |
| Violonbass    | 8′  |

- Koppeln: Pedalkoppel
- Nebenregister und Spielhilfen: Calcantenzug